# Dieter Schwarz
Dieter Schwarz, född 24 september 1939, är en tysk företagsledare som kontrollerar det tyska multinationella förvaltningsbolaget Schwarz-Gruppe, via stiftelser, som i sin tur äger bland annat detaljhandelskedjorna Kaufland och Lidl. Han var styrelseordförande och VD för förvaltningsbolaget mellan 1977 och 1999.
Den amerikanska ekonomitidskriften Forbes rankade Schwarz till att vara världens 27:e rikaste med en förmögenhet på 43,5 miljarder amerikanska dollar för den 12 april 2023.